# Terence Kongolo
Terence Kongolo (Friburgo, 14 de fevereiro de 1994) é um futebolista neerlandês nascido na Suíça que atua como zagueiro. Atualmente, joga pelo NAC Breda.

## Estatísticas
Atualizado até 28 de março de 2017

### Clubes
| Equipe            | Temporada         | Campeonato nacional | Campeonato nacional | Copa nacional | Copa nacional | Competições continentais | Competições continentais | Outros torneios | Outros torneios | Total | Total |
| Equipe            | Temporada         | Jogos               | Gols                | Jogos         | Gols          | Jogos                    | Gols                     | Jogos           | Gols            | Jogos | Gols  |
| ----------------- | ----------------- | ------------------- | ------------------- | ------------- | ------------- | ------------------------ | ------------------------ | --------------- | --------------- | ----- | ----- |
| Feyenoord         | 2011–12           | 1                   | 0                   | –             | –             | –                        | –                        | –               | –               | 1     | 0     |
| Feyenoord         | 2012–13           | 5                   | 0                   | 2             | 2             | 1                        | 0                        | –               | –               | 8     | 2     |
| Feyenoord         | 2013–14           | 17                  | 0                   | 1             | 0             | –                        | –                        | –               | –               | 18    | 0     |
| Feyenoord         | 2014–15           | 33                  | 0                   | 1             | 0             | 11                       | 0                        | –               | –               | 45    | 0     |
| Feyenoord         | 2015–16           | 29                  | 0                   | 6             | 0             | –                        | –                        | –               | –               | 35    | 0     |
| Feyenoord         | 2016–17           | 19                  | 1                   | 3             | 0             | 4                        | 0                        | 1               | 0               | 27    | 1     |
| Feyenoord         | Total             | 106                 | 1                   | 13            | 2             | 16                       | 0                        | 3               | 0               | 138   | 3     |
| Monaco            | 2017–18           | 3                   | 0                   | 1             | 0             | 1                        | 0                        | 1               | 0               | 6     | 0     |
| Monaco            | Total             | 3                   | 0                   | 1             | 0             | 1                        | 0                        | 1               | 0               | 6     | 0     |
| Huddersfield Town | 2017–18           | 0                   | 0                   | 0             | 0             | 0                        | 0                        | 0               | 0               | 0     | 0     |
| Huddersfield Town | Total             | 0                   | 0                   | 0             | 0             | 0                        | 0                        | 0               | 0               | 0     | 0     |
| Total na carreira | Total na carreira | 109                 | 1                   | 14            | 2             | 17                       | 0                        | 4               | 0               | 144   | 3     |

## Títulos
Feyenoord
- Eredivisie: 2016–17
- Copa dos Países Baixos: 2015–16

Países Baixos
- Campeonato Europeu Sub-17: 2011

### Prêmios individuais
- Equipe do torneio do Campeonato Europeu Sub-17 2011